# Société des amis de Port-Royal
Ne doit pas être confondu avec Société des amis de Blaise Pascal.
La Société des amis de Port-Royal est une société savante dédiée aux recherches sur Port-Royal des Champs et le jansénisme.

## Historique
La Société des amis de Port-Royal a été fondée en 1950, à la suite de l'action menée par François Mauriac et Henry de Montherlant pour sauver le site de Port-Royal des Champs. Une première ébauche de cette société avait été initiée en 1913 par Augustin Gazier afin de réunir autour de l'histoire de Port-Royal les intellectuels attirés par le sujet, mais cette société n'eut pas réellement d'activité. 
Issue de la Société de Port-Royal, mais avec des objectifs différents, elle s'attache à développer les études scientifiques autour de Port-Royal des Champs et du jansénisme. 
En organisant tous les ans des conférences et des colloques universitaires, elle est un pivot de l'histoire du jansénisme et, plus largement, des études sur le XVIIe siècle français. La Société des Amis de Port-Royal édite tous les ans une revue scientifique, les Chroniques de Port-Royal, qui reprend l'essentiel des recherches actuelles sur le jansénisme et Port-Royal. 
Sur son site Internet, la Société des Amis de Port-Royal met à disposition des lecteurs, chercheurs ou amateurs, certains exemplaires épuisés des Chroniques de Port-Royal ainsi que des articles de recherche récents.

## Liste des présidents
- 1950-1953 : Charles Mauricheau-Beaupré
- 1953-1977 : Bernard Dorival
- 1977-1991 : Jean Mesnard
- 1991-2001 : Philippe Sellier
- 2001-2005 : Gérard Ferreyrolles
- 2005-2011 : Jean Lesaulnier
- 2011-2018 : Simon Icard
- depuis 2018 : Laurence Plazenet